# Olgina
Olgina est un petit bourg de la commune de Rapla du comté de Rapla en Estonie .
Au 31 décembre 2011, il compte 459 habitants.